# Pozzallo
Pozzallo este o comună din provincia Ragusa, Italia. În 2010 avea o populație de 19.234 de locuitori. 
Teritoriul său, la distanță 33 km de orașul Ragusa, marginita la nord de orașul de Modica și nord-est cu orașul Ispica.
În secolul al XV-lea această țară a fost numit "Puteus-alòs", care este bine pe mare, referindu-se la mai multe puțuri de apă dulce în aceste secolele abundau de-a lungul coastei sale, și care a atras navele care navighează care trece prin.

## Personale relativi a Pozzallo
- Giorgio La Pira (1904 - 1977), politician, primarul din Florența în anii cincizeci și șaizeci, slujitor al lui Dumneze] pentru biserica catolică.
- Giorgio Demetrio Gallaro (1948), eparha de l'eparhie de Piana degli Albanesi.

## Demografie
Pozzallo - evoluția demografică

|  | Graficele sunt indisponibile din cauza unor probleme tehnice. Mai multe informații se găsesc la Phabricator și la wiki-ul MediaWiki. |

Date: Recensăminte sau birourile de statistică - grafică realizată de Wikipedia